# HD 191243
HD 191243，又名BD+34 3881，SAO 69457、HR 7699，是一颗恒星，视星等为6.11，位于銀經71.69，銀緯1.03，其B1900.0坐标为赤經20h 3m 51.7s，赤緯+34° 1.03′ 57″。